# HMX1
HMX1 (англ. H6 family homeobox 1) – білок, який кодується однойменним геном, розташованим у людей на 4-й хромосомі. Довжина поліпептидного ланцюга білка становить 348 амінокислот, а молекулярна маса — 36 155.
| 10         |  | 20         |  | 30         |  | 40         |  | 50         |
| ---------- |  | ---------- |  | ---------- |  | ---------- |  | ---------- |
| MPDELTEPGR |  | ATPARASSFL |  | IENLLAAEAK |  | GAGRATQGDG |  | SREDEEEDDD |
| DPEDEDAEQA |  | RRRRLQRRRQ |  | LLAGTGPGGE |  | ARARALLGPG |  | ALGLGPRPPP |
| GPGPPFALGC |  | GGAARWYPRA |  | HGGYGGGLSP |  | DTSDRDSPET |  | GEEMGRAEGA |
| WPRGPGPGAV |  | QREAAELAAR |  | GPAAGTEEAS |  | ELAEVPAAAG |  | ETRGGVGVGG |
| GRKKKTRTVF |  | SRSQVFQLES |  | TFDLKRYLSS |  | AERAGLAASL |  | QLTETQVKIW |
| FQNRRNKWKR |  | QLAAELEAAS |  | LSPPGAQRLV |  | RVPVLYHESP |  | PAAAAAGPPA |
| TLPFPLAPAA |  | PAPPPPLLGF |  | SGALAYPLAA |  | FPAAASVPFL |  | RAQMPGLV   |

A: Аланін

C: Цистеїн

D: Аспарагінова кислота

E: Глутамінова кислота

F: Фенілаланін

G: Гліцин

H: Гістидин

I: Ізолейцин

K: Лізин

L: Лейцин

M: Метіонін

N: Аспарагін

P: Пролін

Q: Глутамін

R: Аргінін

S: Серин

T: Треонін

V: Валін

W: Триптофан

Кодований геном білок за функціями належить до репресорів, білків розвитку. 
Задіяний у таких біологічних процесах, як транскрипція, регуляція транскрипції. 
Білок має сайт для зв'язування з ДНК. 
Локалізований у ядрі.